# La casa de las palomas
La casa de las palomas (estrenada a Itàlia amb el títol Un solo grande amore) és una pel·lícula de drama psicològic i eròtic de coproducció italo-espanyola, que fou el primer llargmetratge dirigit per Claudio Guerín Hill i la primera pel·lícula espanyola protagonitzada per Ornella Muti.

## Sinopsi
Sandra Rubio és una estudiant de disset anys que assisteix a un internat de monges i viu a la vila de la seva mare Alessandra. La mare és vídua però segueix sent bella, i és cortejada per Fabrizio, que es presenta com un playboy, però la dona no confia molt en ell.
De fet, l'home amaga moltes coses sobre la seva vida privada i comença a jugar al doble joc fins que teixeix en secret una relació sexual amb la menor Sandra. Les reunions es repeteixen en una casa de cites, fins que els secrets s'esfondren i la mare té una reacció terrible.

## Repartiment
- Ornella Muti - Sandra
- Lucia Bosè - Alexandra
- Glen Lee - Fernando
- Carmen de Lirio - Marilú
- Caterina Boratto - Virginia
- Luis Dávila - Enrique
- Blanca Sendino
- Concha Goyanes - María
- Kiti Mánver - Elisa
- Fernando Sánchez Polack - Servent de Fernando
- Juana Azorín

## Premis
- Premis del Sindicat Nacional de l'Espectacle de 1971: Premi als millors decorats (Ramiro Gómez)[2]